# 84994 Amysimon
84994 Amysimon este un asteroid din centura principală de asteroizi.

## Descriere
84994 Amysimon este un asteroid din centura principală de asteroizi. A fost descoperit pe 22 decembrie 2003 în cadrul proiectului CSS. Asteroidul prezintă o orbită caracterizată de o semiaxă mare de 2,77 ua, o excentricitate de 0,15 și o înclinație de 13,1° în raport cu ecliptica.